# H.G.ウェルズ 宇宙戦争 -ウォー・オブ・ザ・ワールド-
『H.G.ウェルズ 宇宙戦争 -ウォー・オブ・ザ・ワールド-』（エイチ.ジー.ウェルズ うちゅうせんそう - 、原題：H.G. Wells' War of the Worlds）は、2005年のアメリカ映画。
H・G・ウェルズの『宇宙戦争』を原作とする。製作会社はアサイラム、デヴィッド・マイケル・ラット監督。

## ストーリー
天文学者のジョージは、結婚10周年の記念に妻のフェリシティ、息子のアレックスと共にワシントンD.C.への旅行を計画していた。しかし、旅行当日には謎の彗星が多数出現する。その調査のため、職場から呼び出されたジョージは2人を先に送り出し、翌日にD.C.で合流することに決めた。
だが、移動の途中で突然車が故障する。仕方なく外に出たジョージは、信じられない光景を目撃する。彗星が落下した地中から、謎の巨大な殺戮兵器が現れたのだ。

## キャスト
- C・トーマス・ハウエル：ジョージ・ハーバート
- レット・ガイルズ：パスター・ヴィクター
- ジェイク・ビジー：サミュエルソン
- アンドリュー・ラウアー：ケリー・ウィリアムズ
- ピーター・グリーン：マット・ハーバート

## 製作
スピルバーグ版『宇宙戦争』に便乗した映画（モックバスター）とも評される本作であるが、アサイラム社長でもあるデヴィッド・マイケル・ラットが語るところによれば、製作事情は以下の通りである。
もともとアート系の作品やホラー映画などを手がけていた新興映画製作会社アサイラム社（1997年設立）は、H・G・ウェルズの『宇宙戦争』を原作とする映画の製作を企画していた。スピルバーグによる映画化を知り、一時は企画の断念を考えた。しかし、当時アメリカ合衆国で最大のDVD・ビデオゲームレンタルチェーンの一つであったブロックバスター社が「逆に、ぜひつくってくれ」とアサイラム社を支援した（デヴィッド・マイケル・ラットは、ブロックバスター社が「二匹目のドジョウは売れる」と見込んだためであろうと推測する）。
ブロックバスター社が購入した本作の本数は、アサイラム社にとっては空前の規模であった。以後、アサイラム社は方針を転換し、モックバスター製作をもっぱら行う会社として知られることになる。